# Wereldbeker schaatsen 2008/2009 - Wereldbekerfinale
De Finales van de Wereldbeker schaatsen 2008/09 werden gehouden op 6 en 7 maart 2009 op de Utah Olympic Oval in Salt Lake City, Utah. Tijdens dit evenement vonden voor alle individuele klassementen de slotraces plaats. De wereldbekers op de ploegenachtervolging werden al tijdens de Wereldbekerwedstrijd in Erfurt afgesloten.

## Tijdschema
Hieronder het geplande tijdschema van de wedstrijd, alle aangegeven tijdstippen onder lokale tijd zijn UTC−7.
| Datum   | Lokale tijd | MET   | Afstanden                                                                           |
| ------- | ----------- | ----- | ----------------------------------------------------------------------------------- |
| 6 maart | 12:30       | 20:30 | 500 m mannen 1000 m vrouwen 1500 m mannen 3000 m vrouwen                            |
| 7 maart | 12:30       | 20:30 | 500 m vrouwen 1000 m mannen 1500 m vrouwen 5000 m mannen 100 m vrouwen 100 m mannen |

## Podia

### Mannen
| Afstand:       | Goud:                        | Tijd       | Zilver:                           | Tijd    | Brons:                            | Tijd    |
| 100 m details  | Yuya Oikawa Japan            | 9,40 WR    | Lee Kang-seok Zuid-Korea          | 9,63    | Yu Fengtong China                 | 9.80    |
| 500 m details  | Yu Fengtong China            | 34,37      | Lee Kyou-hyuk Zuid-Korea          | 34,38   | Tucker Fredricks Verenigde Staten | 34,51   |
| 1000 m details | Shani Davis Verenigde Staten | 1.06,42 WR | Trevor Marsicano Verenigde Staten | 1.06,88 | Denny Morrison Canada             | 1.07,11 |
| 1500 m details | Shani Davis Verenigde Staten | 1.41,80 WR | Trevor Marsicano Verenigde Staten | 1.42,31 | Denny Morrison Canada             | 1.42,56 |
| 5000 m details | Sven Kramer Nederland        | 6.06,64    | Håvard Bøkko Noorwegen            | 6.09,94 | Carl Verheijen Nederland          | 6.13,17 |

### Vrouwen
| Afstand:       | Goud:                      | Tijd    | Zilver:                    | Tijd    | Brons:                    | Tijd    |
| 100 m details  | Jenny Wolf Duitsland       | 10,25   | Yu Jing China              | 10,44   | Shihomi Shinya Japan      | 10,45   |
| 500 m details  | Wang Beixing China         | 37,25   | Jenny Wolf Duitsland       | 37,39   | Yu Jing China             | 37,62   |
| 1000 m details | Anni Friesinger Duitsland  | 1.13,86 | Sayuri Yoshii Japan        | 1.14,05 | Christine Nesbitt Canada  | 1.14,41 |
| 1500 m details | Kristina Groves Canada     | 1.54,08 | Maki Tabata Japan          | 1.54,79 | Brittany Schussler Canada | 1.54,91 |
| 3000 m details | Martina Sáblíková Tsjechië | 3.58,62 | Daniela Anschütz Duitsland | 3.59,88 | Kristina Groves Canada    | 4.00,00 |